# داریوش (مجموعه نمایش خانگی)
داریوش مجموعه نمایش خانگی ایرانی به کارگردانی و نویسندگی هادی حجازی‌فر و تهیه‌کنندگی نوید محمودی است که در سال ۱۴۰۳ از شبکه نمایش خانگی فیلم نت پخش شد. هادی حجازی‌فر، سحر دولتشاهی، محسن قصابیان، علیرضا کمالی، مهرداد صدیقیان، عباس جمشیدی‌فر و ژیلا شاهی از بازیگران این مجموعه هستند.

## داستان
بهرام با داریوش که سال‌هاست در ترکیه زندگی می‌کند، تماس می‌گیرد و به او خبر می‌دهد که از خانواده مقتول رضایت گرفته است. با بازگشت داریوش به ایران، او با پیشنهاد بهمن در مورد بازگرداندن طلاهایی که پانزده سال پیش پنهان کرده است، مواجه شده و در این مسیر درگیر چالش‌هایی می‌شود.

## بازیگران
| بازیگر           | نقش    |
| ---------------- | ------ |
| هادی حجازی‌فر     | داریوش |
| محسن قصابیان     | بهرام  |
| سحر دولتشاهی     | ساقی   |
| مهرداد صدیقیان   | وحید   |
| ژیلا شاهی        | لیلا   |
| عباس جمشیدی‌فر    | کاظم   |
| امیر نوروزی      | علیرضا |
| رامین راستاد     | سهراب  |
| نسرین مقانلو     | صفیه   |
| سعید امیرسلیمانی | زمانی  |
| آتش تقی‌پور       |        |
| سیدعلی صالحی     | مرتضی  |
| وحید حجازی‌فر     | سیفی   |
| کیوان ساکت اف    | رامین  |
| شیدا خلیق        |        |
| بهار قاسمی       |        |
| رایان سرلک       | سینا   |